# Joseph Lepaute Dagelet
Joseph Lepaute Dagelet (n. 25 noiembrie 1751 - d. mai 1788) a fost un astronom, ceasornicar și om de știință francez.
Este cunoscut în special pentru rezultatele științifice dobândite în urma expediției conduse de contele Jean-François de La Pérouse pentru explorarea Oceanului Pacific (1785-1788), expediție în care și-a pierdut viața.
Îmbarcarea s-a efectuat pe nava La Boussole și a participat în calitate de astronom și matematician.